# Liste des évêques et archevêques de Fianarantsoa
Liste des évêques et archevêques de Fianarantsoa
(Archidioecesis Fianarantsoaensis)
Le vicariat apostolique de Fianarantsoa est créé le 10 mai 1913, par détachement de celui de Madagascar Centrale.
Il est érigé en évêché le 14 septembre 1955, puis en archevêché le 11 décembre 1958.

## Sont vicaires apostoliques
- 16 mai 1913-† 9 décembre 1935 : Charles Givelet
- 9 décembre 1935-23 décembre 1936 : siège vacant
- 23 décembre 1936-14 septembre 1955 : Xavier Thoyer (Xavier Ferdinand J. Thoyer)

## Est évêque
- 14 septembre 1955-11 décembre 1958 : Xavier Thoyer (Xavier Ferdinand J. Thoyer), promu évêque.

## Sont archevêques
- 11 décembre 1958-2 avril 1962 : Xavier Thoyer (Xavier Ferdinand J. Thoyer), promu archevêque.
- 2 avril 1962-† 26 janvier 1991 : Gilbert Ramanantoanina
- 26 janvier 1991-17 décembre 1992 : siège vacant
- 17 décembre 1992-1er octobre 2002 : Philibert Randriambololona
- depuis le 1er octobre 2002 : Fulgence Rabemahafaly

## Sources
- L'Annuaire Pontifical, sur le site http://www.catholic-hierarchy.org, à la page